# شیرین مثل لیموترش
کتاب شیرین مثل لیموترش به قلم تاشا هریسن با ترجمه ندا بهرامی‌نژاد در ۲۹۱ صفحه از سوی نشر ایران‌بان برای نوجوانان بالاتر از ۱۵ سال منتشر شده است.
به گزارش خبرنگارخبرگزاری کتاب ایران (ایبنا)، کتاب «شیرین مثل لیموترش» با عنوان اصلی «The thing about lemons» را تاشا هریسن، نویسنده انگلیسی نوشته است. او در این اثر روایتی از عشق را برای مخاطب بیان می‌کند.

## خلاصه داستان
در معرفی کتاب از سوی ناشر آمده است: «اُوری رنولدز چنان اشتباه بزرگی کرده است که هیچ‌کس دیگر نمی‌خواهد ریختش را ببیند، به‌جز یکی از دوستان وفادارش که هنوز جواب پیام‌هایش را می‌دهد. حالا دیگر عوض اردوی تابستانی قبل از شروع دانشگاه، باید با پدربزرگش که چندبار بیشتر او را ندیده است، به سفر برود؛ ولی مثل لیموترشی که ممکن است ته‌مزه شیرینی داشته باشد، هیچ‌چیز این تابستان قابل پیش‌بینی نیست. آدم‌های جدید، رازهای ناگفته، گفت‌وگوی میان نسل‌ها و عشقی که دوباره دل اُوری رنولدز را به‌دست می‌آورد.».